# Бачинський Андрій Михайлович
Андрій Михайлович Бачинський (нар. 19 січня 1968, Калуш, Івано-Франківська область) — український письменник.

## Біографія
Народився 19 січня 1968 року в місті Калуш, Івано-Франківської області. З дитинства захоплювався пригодницько-фантастичними романами та конструюванням радіоприладів. Закінчив радіо-технічний факультет «Львівська політехніка». Згодом захопився письменницькою діяльністю. Друком вийшло більше 10 пригодницьких та пізнавальних книг для підлітків.
Є членом Українського ПЕН.

## Творчість
У 2011 році у видавництві «Грані-Т» вийшла повість «Неймовірні пригоди Остапа і Даринки», героїв яких Бачинський фактично списав зі своїх дітей — близнюків Остапа і Даринки. Повість стала переможцем Всеукраїнського конкурсу "Золотий лелека" 2010 року у номінації "Пригодницька повість" за рішенням дитячого журі. 
У 2011 році вийшло продовження — «Канікули Остапа і Даринки».
У 2014 році у «Видавництві Старого Лева» вийшла дитяча повість «Детективи в Артеку, або команда скарбошукачів». 
У 2015 році повість Андрія Бачинського «140 децибелів тиші», що вийшла у тому ж видавництві, стала переможцем літературної премії «Книга року ВВС» у номінації «Дитяча книга року ВВС». Книжка присвячена темі глухонімих підлітків. Прототипами героїв книжки стали діти з калуських інтернатів. Книга перекладена на інші мови та вийшла друком у Китаї, Словенії, Південній Кореї.
|                      | Я хочу цим текстом звернути увагу і дітей, і, в першу чергу, їхніх батьків, вчителів, що поруч із нами всіма є й люди, яких ми часто намагаємося не помічати, яких суспільство виносить за дужки, на маргінес. А вони ж такі, як і ми — мають свої мрії, бажання, прагнення. І їх насправді легко любити, сприймати, залучати в своє коло. Зрештою, просто спілкуватися з ними — це вже важливо. |
| — Андрій Бачинський, | |

У 2021 році за книжкою «140 децибелів тиші» за підтримки Українського Культурного Фонду почалися зйомки художнього фільму (режисер Роман Сінчук, сценарій Андрій Бачинський). Але з початком повномасштабної війни роботу над фільмом довелося припинити. На даний момент відзнято лише тизер фільму.
2016 рік — в літературному журналі “Золота Пектораль” публікуються переклади з польської поезій видатного представника “Покоління Колумбів” Кшиштофа Каміля Бачиньского (Krzysztof Kamil Baczyński), що загинув під час Варшавського повстання у серпні 1944р.
2017 року у «Видавництві Старого Лева» вийшло продовження повісті «Детективи в Артеку» — «Детективи з Артеку. Таємниці Кам'яних Могил». Того ж року його оповідання увійшло до збірки «10 історій для хлопців», що вийшла у тому ж видавництві. 
2018 року вийшла шоста книжка Бачинського — підліткова повість «Ватага Веселих Волоцюг». Книга увійшла в короткий список премії Дитяча Книга року ВВС-2018
У 2019 році вийшла сьома книжка «З Ейнштейном у рюкзаку, що увійшла до довгого списку премії Дитяча Книга року ВВС-2019. 
Наприкінці 2020 вийшла чергова книжка для дітей «Трикутник Зевса».
У 2022 вихід книжки «Примари Чорної діброви». Книга стала переможцем літературної премії «Книга року ВВС-2022» у номінації «Дитяча книга року ВВС»
У 2023 році у Видавництві Старого Лева  вийшла книга «Вісім крафтових історій»